# Макфарленд, Кэтлин
Кэтлин Троя «К. Т.» Макфарленд (англ. Kathleen Troia "K.T." McFarland; род. 22 июля 1951, Мадисон, Висконсин, США) — американская журналистка и политик.

## Биография
Дочь железнодорожного диспетчера Августа Джозефа Троя и Эдит Троя (в девичестве — Фуллер), старшая из их четверых детей. Брат Кэтлин — Майкл — работал аналитиком в Нью-Йорке, болел и рано умер, но она разорвала с ним отношения из-за его гомосексуальной ориентации, а также прекратила общение с родителями, обвинив их в проблемах младшего брата.
Получила степень бакалавра искусств в университете Джорджа Вашингтона, степени бакалавра искусств и магистра искусств — в Оксфордском университете, а также прошла подготовку к получению докторской степени Массачусетского технологического института, но не защитила диссертацию.
В 1970—1976 годах являлась помощницей Генри Киссинджера в Совете национальной безопасности США.
В 1982—1985 годах — спичрайтер министра обороны Каспара Уайнбергера (также получила опыт работы в аппарате Комитета Сената США по обороне). В декабре 1983 года Уайнбергер повысил Макфарленд в должности до заместителя своего помощника по связям с общественностью. На основе выводов, сделанных после взрыва в штабе американских морских пехотинцев в Бейруте в октябре 1983 года Макфарленд подготовила речь Уайнбергера 24 ноября 1984 года в Национальном пресс-клубе, в которой были сформулированы фундаментальные положения военной политики администрации Рейгана — начинать военные операции только в случае угрозы жизненно важным интересам США и их союзников, имея ясные представления о том, кто является врагом, и делая всё возможное для обеспечения безусловной военной победы.
В 2006 году Макфарленд включилась в борьбу за выдвижение её кандидатуры от Республиканской партии на выборах в Сенат США от штата Нью-Йорк (действующим сенатором тогда была Хиллари Клинтон, которая пошла на перевыборы, представляя Демократическую партию). На праймериз 12 сентября 2006 года Макфарленд получила 74 108 голосов против 114 914 у её соперника Джона Спенсера (впоследствии тот проиграл выборы Клинтон).
В течение ряда лет, вплоть до ноября 2016 года, Макфарленд часто приглашалась в качестве политического аналитика на канал Fox News, а также являлась ведущей программы этого канала DefCon3 (от названия шкалы степеней боевой готовности вооружённых сил США DEFCON).
К. Т. Макфарленд — член совета попечителей аналитического центра Jamestown Foundation, заслуженный консультант Фонда защиты демократий), пожизненный член Совета по международным отношениям.
25 ноября 2016 года избранный президент Дональд Трамп назначил Макфарленд заместителем своего советника по национальной безопасности Майкла Флинна.
19 мая 2017 года президент Трамп номинировал Макфарленд на замещение вакансии посла США в Сингапуре. Поскольку к концу 2017 года Сенат всё ещё не утвердил назначение, в январе 2018 года Белый дом повторно выдвинул кандидатуру Макфарленд на эту должность. В декабре 2017 года Комитет Сената США по иностранным делам обосновал задержку показаниями Макфарленд в ходе парламентских слушаний, в которых она заявила, что не была осведомлена о контактах своего бывшего шефа Майкла Флинна с российским послом Кисляком. При этом газета The New York Times сообщила о наличии в её распоряжении сообщения электронной почты Макфарленд от 29 декабря 2016 года, в котором она рекомендовала Флинну встретиться с послом (в этот день администрация Обамы ввела новый раунд санкций против России). 2 февраля 2018 года Макфарленд отказалась от выдвижения.

## Личная жизнь
В 1984 году Кэтлин Троя вышла замуж за Алана Робертса Макфарленда — равноправного партнёра (general partner) в финансовой компании Lazard Frères & Co..